# John Ashton
John David Ashton, född 22 februari 1948 i Springfield i Massachusetts, död 26 september 2024 i Fort Collins i Colorado, var en amerikansk skådespelare. Han är bland annat känd för rollen som Detective Sergeant John Taggart i de två första filmerna om Snuten i Hollywood.

## Filmografi
- 1974 – Columbo (TV-serie) (1 avsnitt)
- 1974 – Kojak (TV-serie) (1 avsnitt)
- 1974 – Larmet går (TV-serie) (1 avsnitt)
- 1977 – M*A*S*H (TV-serie) (1 avsnitt)
- 1977–1978 – Starsky och Hutch (TV-serie) (2 avsnitt)
- 1977 – Wonder Woman (TV-serie) (1 avsnitt)
- 1978–1979 – Dallas (TV-serie) (6 avsnitt)
- 1979 – Loppet är kört
- 1981 – Honky Tonk Freeway - eller vart tog vägen vägen
- 1984 – Snuten i Hollywood
- 1985 – A Death in California
- 1985 – The A-Team (TV-serie) (1 avsnitt)
- 1986 – King Kong lever
- 1986 – Last Resort
- 1987 – Snuten i Hollywood II
- 1987 – Some Kind of Wonderful
- 1988 – Midnight Run
- 1988 – She's Having a Baby
- 1989 – Jag vill hem
- 1990 – Mitt namn är Steven
- 1990 – The Tracey Ullman Show (TV-serie) (1 avsnitt)
- 1991 – Love, Lies & Murder
- 1992 – Dirty Work
- 1993 – Knackarna
- 1994 – Fångade i paradiset
- 1994 – A Child's Cry for Help
- 1994 – Barndomens år
- 1994 – Little Big League
- 1994 – Shooter
- 1996 – Fast Money
- 1996 – På heder och samvete (TV-serie) (1 avsnitt)
- 1997 – Little Girls in Pretty Boxes
- 1998 – Bröderna Deedles
- 1999 – Instinct
- 1999 – Lavin
- 1999 – Moosie
- 2001 – Bill's Gun Shop
- 2001 – Vem dömer Amy? (TV-serie) (1 avsnitt)
- 2007 – Gone Baby Gone
- 2007 – Reign of the Gargoyles
- 2009 – Law & Order: Special Victims Unit (TV-serie) (1 avsnitt)
- 2009 – Middle Men
- 2011 – Fairly Legal (TV-serie) (1 avsnitt)
- 2024 – Snuten i Hollywood: Axel F